# Rotonde de la Villette

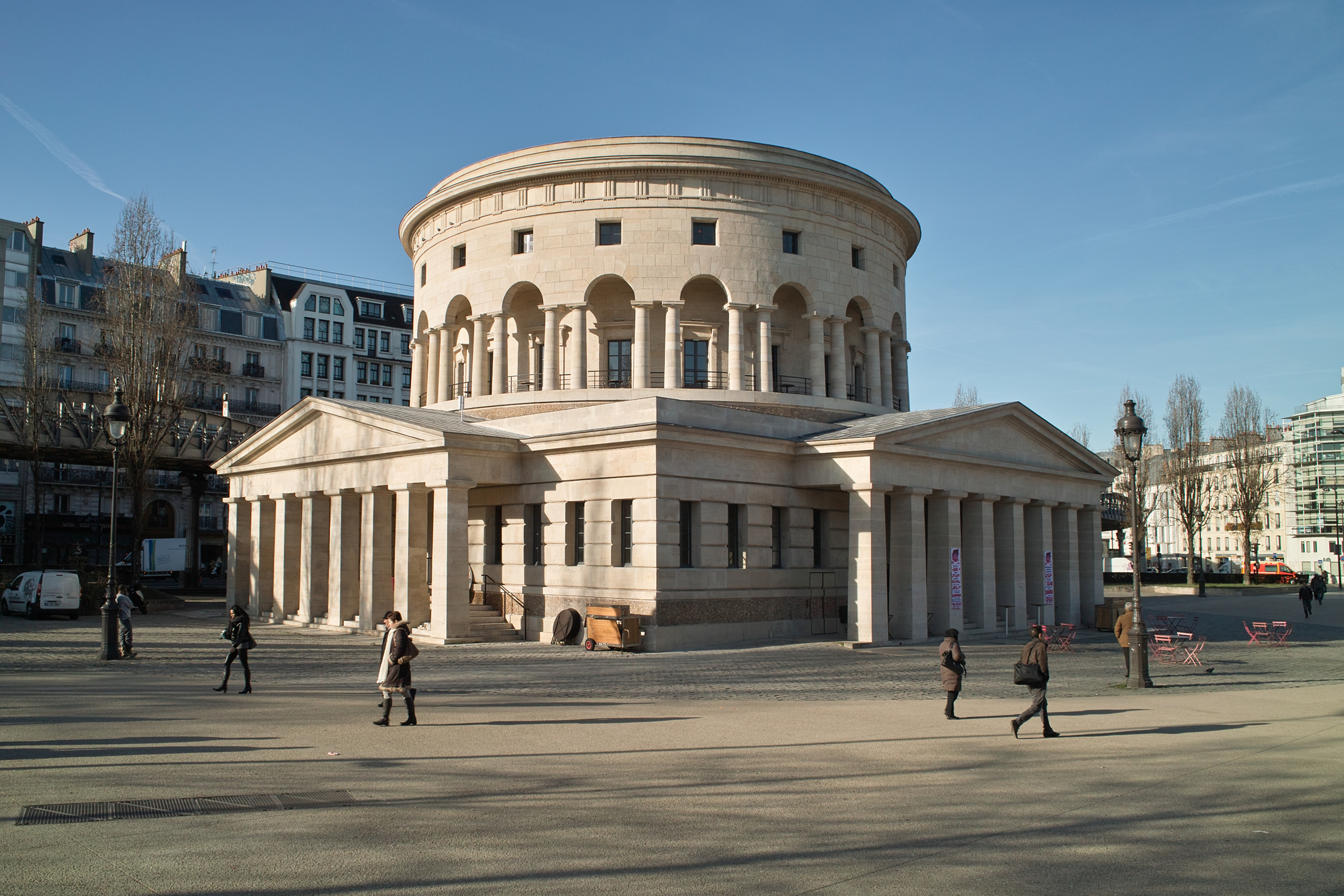
Die Rotonde im Januar 2012

Die Rotonde de la Villette (auch: barrière Saint-Martin) ist eine 1788 gebaute klassizistische Rotunde im 19. Arrondissement von Paris. Das heute als Monument historique geschützte Bauwerk wurde als Zollhaus vom Architekten Claude Nicolas Ledoux entworfen.

## Lage
Die Rotonde de la Villette liegt an der Place de la Bataille-de-Stalingrad am Südwestende des Bassin de la Villette. Vor dem Gebäude verläuft die Grenze zwischen dem 10. und 19. Arrondissement, die bis 1860 Teil der Stadtgrenze von Paris war. Östlich der Rotunde befindet sich der obere Eingang des Canal Saint-Martin.

## Geschichte

### Bau als Zollstation

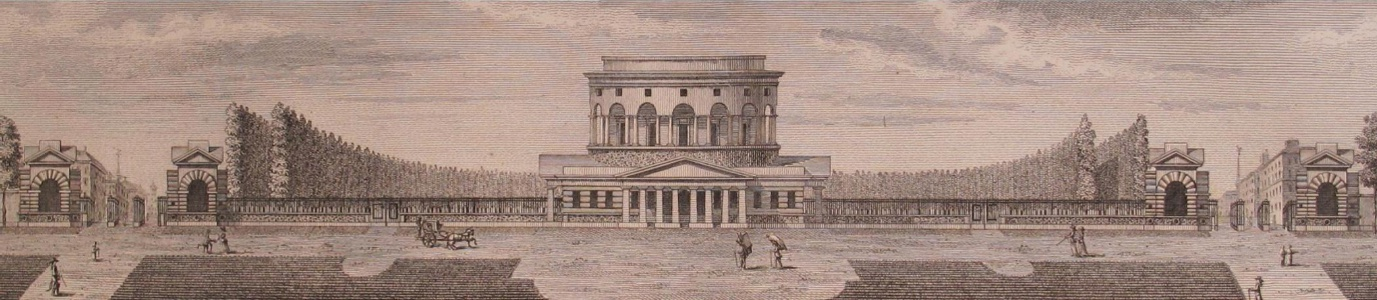
Undatierter Entwurf. Stich: A.J. Gaitte.

Die Rotunde wurde von Juni 1786 bis März 1788 in wesentlichen Teilen in der damals selbständigen Gemeinde La Villette errichtet. Als barrière d'octroi (Zollstation) war sie von Ledoux geplant als Zentrum eines Ensembles mit vier größeren Wärterhäusern (guérites). Diese sollten beiderseits des Chemin de Pantin (heute Avenue Jean Jaurès / Rue La Fayette) sowie der Chaussee de la Villette (Avenue de Flandre / Rue du Faubourg Saint-Martin) stehen, wurden allerdings nur in Teilen realisiert. Finanzielle Fehlplanungen sowie die Französische Revolution verzögerten den Bau. Noch 1791 wurden mehr als 110 Tausend Livre veranschlagt, um die Rotunde fertigzustellen.
Die Zollstation war Teil der Mauer der Generalpächter (Mur des Fermiers généraux), einer 1785 bis 1787 errichteten Pariser Stadtmauer. Wer Waren einführen wollte, musste hier Akzise (octroi) zahlen.
Ab Januar 1791 war die Zollstation sieben Jahre außer Funktion, da der octroi nach der Revolution abgeschafft war. Erst im Oktober 1798 führte das Directoire den Zoll wieder ein. Noch im gleichen Jahr und ein weiteres Mal 1804 wurden Wohnungen im Obergeschoss der Rotunde für die Zollbeamten ausgebaut.

### 19. Jahrhundert bis heute

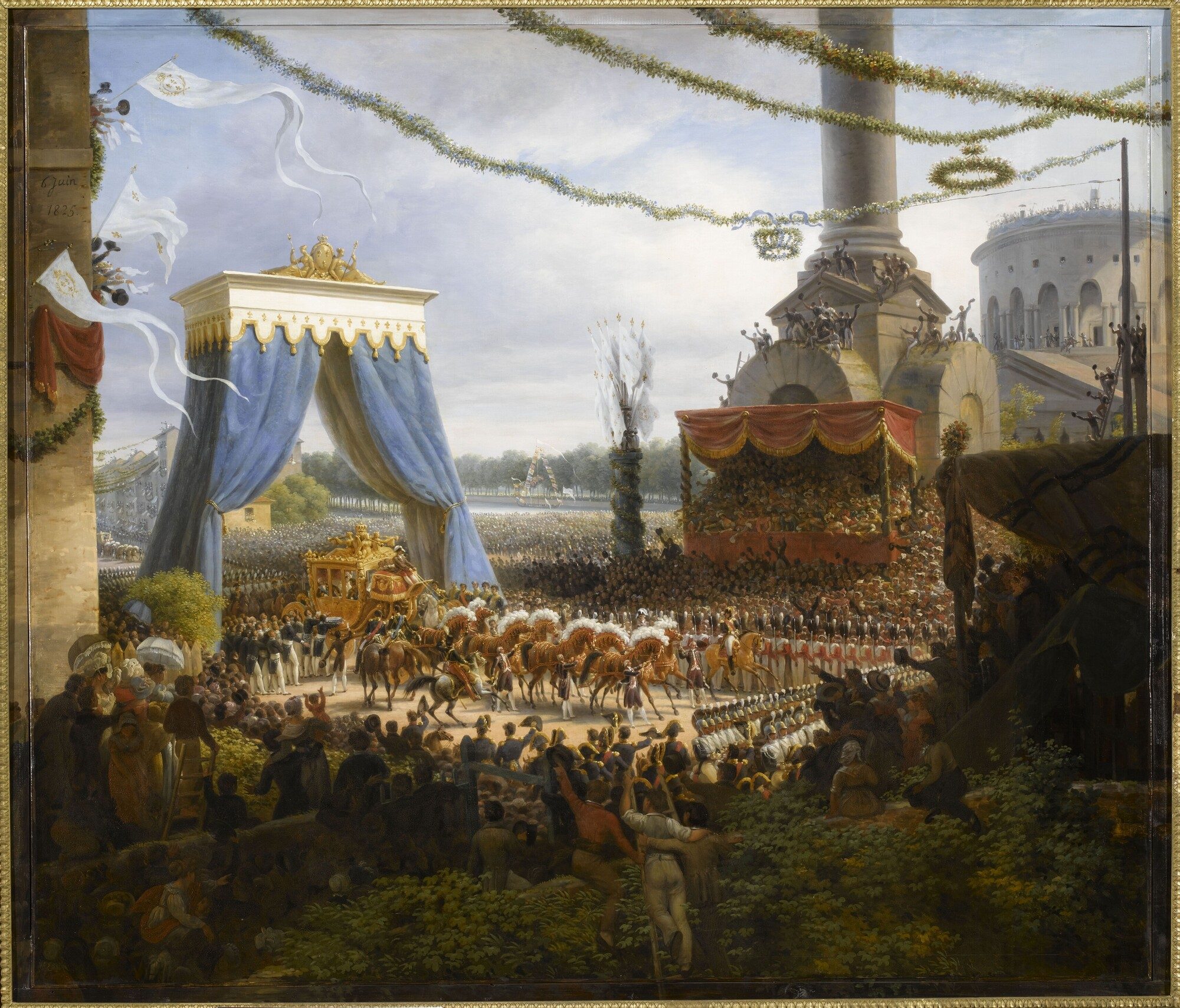
Karl X. vor der Rotunde 1825

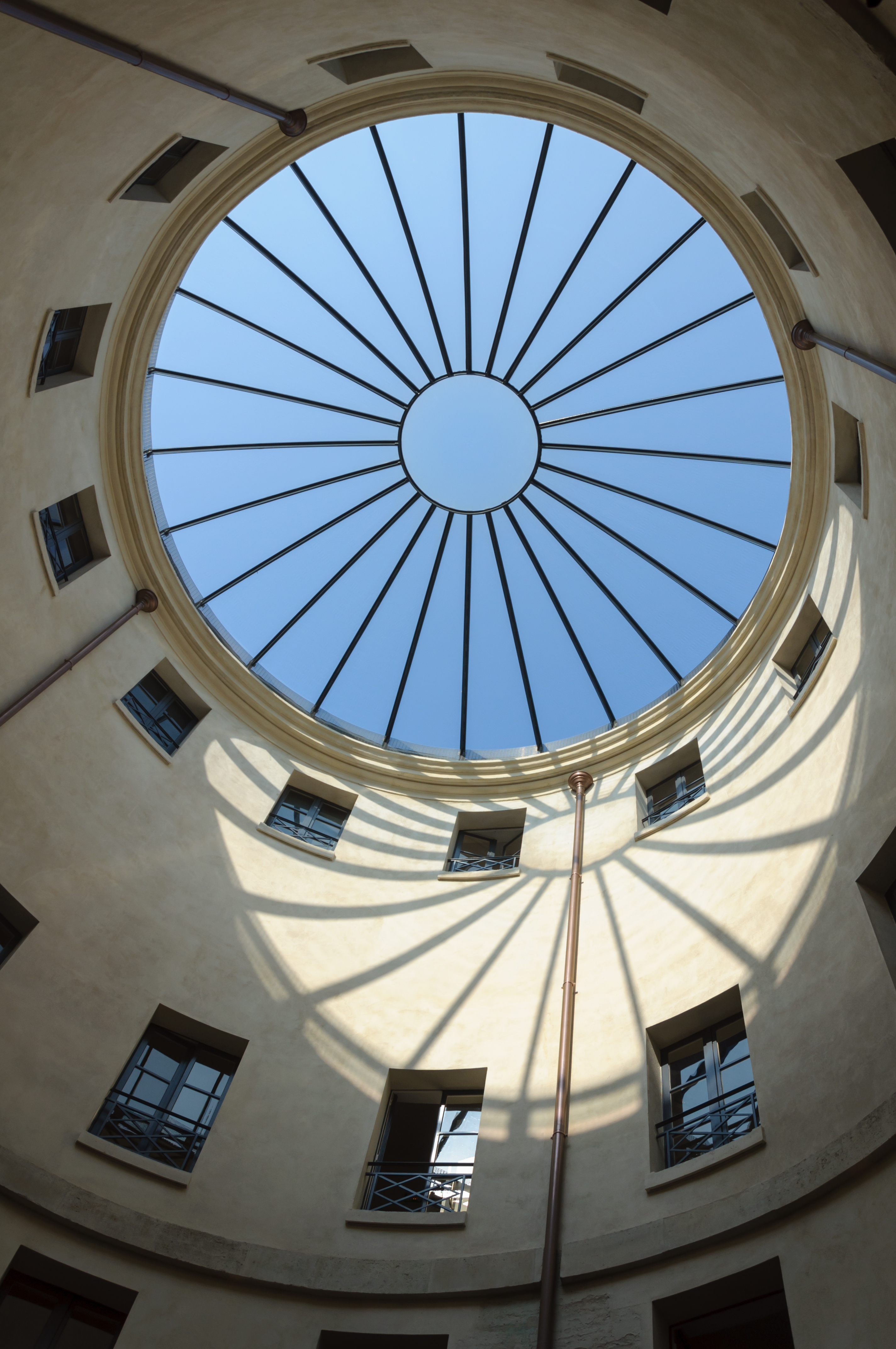
Inneres

Die Rotunde wurde zum Symmetriepunkt der Urbanisierung des Quartiers im 19. Jahrhundert. 1805 bis 1808 wurde das 700 mal 70 Meter große Bassin de la Villette nordöstlich der Rotonde gebaut und an ihr ausgerichtet. Zwischen 1808 und 1825, vor der Öffnung für die Schifffahrt, war das Bassin mitsamt der Rotunde ein beliebtes Ausflugsziel und stadtnahes Erholungsgebiet. Zahlreiche Gemälde und Stiche aus der Zeit zeigen die Rotunde inmitten eines symmetrischen Idylls. Karl X. wählte nach seiner Krönung in Reims 1825 dieses Stadttor für seinen Einzug nach Paris als König von Frankreich.
Mit der Eröffnung des Canal Saint-Martin 1825 begann die Industrialisierung des Gebiets. Die Rotunde wurde von Docks und Lagerhallen umgeben, die von der zollfreien Lage außerhalb der Stadt profitierten. 1830 bis 1865 diente sie als Kaserne der garde municipale. In den 1860er Jahren wurde eine riesige Lagerhalle zwischen der Rotunde und dem Bassin errichtet. 1871, während der Pariser Kommune brannte der Großteil der neuen Bauten wieder ab, nur die Rotunde blieb, als einer der wenigen, stehen.
1903 befanden sich in dem Gebäude Büros der Compagnie des Entrepôts et Magasins Généraux, die die Lagerhallen betrieb, sowie Büros des Zolls.
1921 diente die Rotunde als Salzspeicher und 1978 bis 2001 als Sitz der Commission du Vieux Paris, deren Publikationsschrift Cahiers de la Rotonde hieß.
Nach längerem Leerstand wurde die Rotonde de la Villette 2011 als Brasserie und Bar wiedereröffnet.

## Verkehrsanbindung
Die nächstgelegenen Stationen der Métro sind Stalingrad (Linien 2, 5 und 7) und Jaurès (Linien 2, 5 und 7bis).

## Weitere Informationen
Die Rotonde de la Villette inspirierte den Architekten Gunnar Asplund zur 1928 gebauten Stockholmer Stadtbibliothek.